# 立陶宛獨立法案

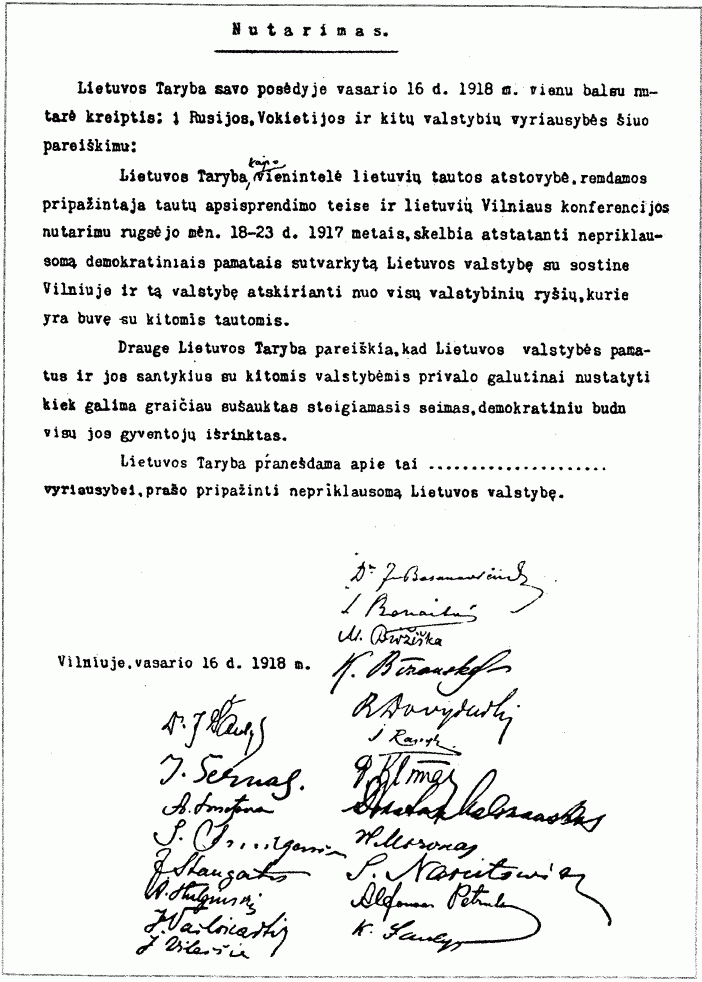
法案的複印本

立陶宛獨立法案 ，又稱2月16日法案，是一份由立陶宛國民大會在1918年2月16日簽署的文件，其在於宣佈立陶宛恢復獨立，新國家以民主原則管治，並以維爾紐斯為首都。
雖然其內容簡短，而且原件一度散佚，但它是兩次大戰之間獨立的立陶宛國家和今日立陶宛的存在根據，其原則亦在歷來立陶宛宪法中得到體現。它亦是該國在1990年《立陶宛復國法案》的組成部分。新的政府是兩次大戰間存在過的國家的延續。
2017年3月29日，法案的原件在德国柏林的外交档案库中被寻得。同年12月22日，一份发往圣座的，由德语写就的法案文本在梵蒂冈秘密档案馆被寻得。

## 外部連結
- . Medieval Lithuania. 2005  [2007-01-27]. （原始内容存档于2012-02-29） （立陶宛语）.